# Euspinolia militaris
La hormiga panda (Euspinolia militaris) es una especie de insecto himenóptero de la familia Mutillidae. No se conocen subespecies.

## Descripción
Esta especie fue descubierta en el año 1938 y habita el bosque esclerófilo de Chile. Se le ha conocido popularmente como "hormiga panda" debido a su coloración semejante a la de un oso panda, a saber: blanco con negro. Más específicamente, su cabeza presenta pelos de color blanco (exceptuando por los ojos), mientras el resto de su cuerpo presenta manchas de color negro y blanco. Su coloración es un aposematismo, sirviendo como una advertencia a los depredadores de su dolorosa y potente picadura.
La especie presenta un dimorfismo sexual extremo, donde las hembras poseen un ovipositor modificado en un aguijón, pero no poseen alas; mientras que los machos son de mayor tamaño, no poseen aguijón, pero sí poseen alas. Además, los machos poseen un pelaje un poco más corto que las hembras. Como otros miembros de la familia Mutillidae, poseen un veneno muy poderoso.
La "hormiga panda" -al igual que otros miembros de la familia Mutillidae- es ectoparasitoide de otros insectos. Así, las hembras usan su ovipositor para introducir huevos dentro del huésped, las larvas de otras especies, especialmente de abejas o avispas. Cuando el huevo de la "hormiga panda" eclosiona, su larva se alimenta del tejido de la larva huésped hasta finalmente matarla. En su estado adulto, se alimenta exclusivamente de néctar.
A pesar del nombre, no es una hormiga sino un tipo de avispa sin alas notoriamente rara. Desafortunadamente, podría estar en peligro de extinción.

## Estridulación
Esta especie produce un sonido como respuesta ante amenazas de potenciales depredadores por medio de estridulación. Si bien esto es común en otros miembros de la familia Mutillidae, esta especie es inusual por tener un fuerte componente ultrasónico en el sonido que produce.